# Gunnar Höijer
Gunnar Höijer, född den 17 januari 1913 i Rydaholms församling, Jönköpings län, död den 16 augusti 2000 i Stockholm, var en svensk ämbetsman. Han var bror till Folke och Bertil Höijer.
Höijer, som var prästson, avlade juris kandidatexamen vid Lunds universitet 1937 och genomförde tingstjänstgöring 1937–1940. Han blev amanuens i arméförvaltningens fortifikationsstyrelse 1940, förste amanuens där 1942, byråsekreterare i arméns fortifikationsförvaltning 1944, förste byråsekreterare och sektionschef där 1948 och byrådirektör 1953. Höijer var krigsråd och chef för administrativa byrån 1953–1959 samt chef för markbyrån 1959-1979. Han var sekreterare och expert i statliga utredningar. Höijer blev riddare av Nordstjärneorden 1957 och kommendör av samma orden 1971.